# Marcelo Sosa
Marcelo Fabián Sosa (Montevideo, 2 juni 1978) is een profvoetballer uit Uruguay, die sinds 2011 onder contract staat bij de Uruguayaanse club Racing Club de Montevideo. Hij speelt als middenvelder en was eerder onder meer actief in Spanje, Mexico en Rusland.

## Interlandcarrière
Sosa maakte zijn debuut voor Uruguay op 4 februari 2003 in de vriendschappelijke wedstrijd tegen Iran (1-1), net als Mauricio Nanni, Sergio Blanco (beiden Montevideo Wanderers), Bruno Silva (Danubio FC), Williams Martínez, Sebastián Taborda (beiden Defensor Sporting Club), Diego Lugano (Club Nacional de Football), Julio Mozzo (Central Español) en Mario Leguizamón (CA Peñarol). Hij moest in dat duel na 69 minuten plaatsmaken voor Sebastián Taborda.
Sosa speelde in totaal 27 interlands (twee doelpunten) voor de Celeste. Hij nam met Uruguay deel aan de strijd om de Copa América 2004 in Peru, waar hij in de halve finale tegen Brazilië (1-1) de openingstreffer voor zijn rekening nam.
| Interlanddoelpunten | Interlanddoelpunten | Interlanddoelpunten | Interlanddoelpunten | Interlanddoelpunten | Interlanddoelpunten | Interlanddoelpunten | Interlanddoelpunten |
| Nr.                 | Datum               | Locatie             | Wedstrijd           | Goal(s)             | Score               | Uitslag             | Wedstrijd           |
| ------------------- | ------------------- | ------------------- | ------------------- | ------------------- | ------------------- | ------------------- | ------------------- |
| 1                   | 24/07/2003          | Lima                | Peru – Uruguay      | 50'                 | 2 – 2               | 3 – 4               | Oefeninterland      |
| 2                   | 21/07/2004          | Lima                | Uruguay – Brazilië  | 22'                 | 1 – 0               | 1 – 1               | Copa América        |

## Erelijst
Peñarol
- Uruguayaans landskampioen

2010